# Adrian William Bay Becher
Adrian William Bay Becher, britanski general, * 17. maj 1897, † 29. marec 1957.